# Championnat de France féminin de water-polo 2023-2024
Navigation
Édition précédente Édition suivante
Le Championnat de France de water-polo Elite 2023-2024 est une compétition organisée par la Fédération française de natation (42e édition du championnat de France de water-polo). Le championnat est le plus haut niveau du water-polo féminin en France. Le titre de champion de France est remportée par le Lille Métropole Water-Polo pour la dixième fois consécutive, un record dans l'histoire de la compétition. Le club lillois se rapproche du club le plus titré, l'ASPTT Nancy water-polo et ses 13 titres.

## Équipes participantes
| \| Lille MWP ON Nice Mulhouse WP ASPTT Nancy Union Saint-Bruno INSEP NC angérien \| Localisation des clubs engagés dans le championnat de France Elite. |
| Lille MWP ON Nice Mulhouse WP ASPTT Nancy Union Saint-Bruno INSEP NC angérien                                                                           |

| Club                       | Classement 2022-2023 | Entraîneur | Piscine                            | Ville               |
| -------------------------- | -------------------- | ---------- | ---------------------------------- | ------------------- |
| Lille Métropole Water-Polo | 1                    |            | Piscine olympique Marx Dormoy      | Lille               |
| Mulhouse Water-Polo        | 2                    |            | Piscine de l'Illberg               | Mulhouse            |
| Olympic Nice Natation      | 3                    |            | Palais des sports Jean-Bouin       | Nice                |
| ASPTT Nancy                | 4                    |            | Piscine du Lido                    | Nancy               |
| INSEP                      | 5                    |            | Complexe aquatique Christine Caron | Paris               |
| USB Bordeaux               | 6                    |            | Piscine judaïque                   | Bordeaux            |
| Nautic Club angérien       | Nationale 1          |            | Centre aquatique Atlantys          | Saint-Jean d'Angély |

## Saison régulière
Le classement est calculé avec le barème de points suivant :
- la victoire vaut trois points,
- la défaite vaut zéro point,
- la victoire aux tirs au but vaut deux points,
- la défaite aux tirs au but vaut un point.

En cas de match nul, à la fin du temps réglementaire, une séance de tirs au but désigne le vainqueur du match.
À la mi-saison, les quatre équipes les mieux classées se qualifient pour le Trophée Alice Milliat (Coupe de France féminine de water-polo). Le club hôte de la compétition est qualifié automatiquement. Si celui-ci n'est pas dans le top 4 à la mi-saison, les trois meilleures équipes au classement se qualifient.
Au terme de la phase régulière, les équipes à égalité sont départagées d'après le score cumulé de leurs deux matches. Si nécessaire, les scores cumulés puis le nombre de buts inscrits face à chacune des autres équipes, selon leur classement, seront utilisés, voire une séance de tirs au but dans les cas ultimes.